# St. Maria Königin (Obernbreit)

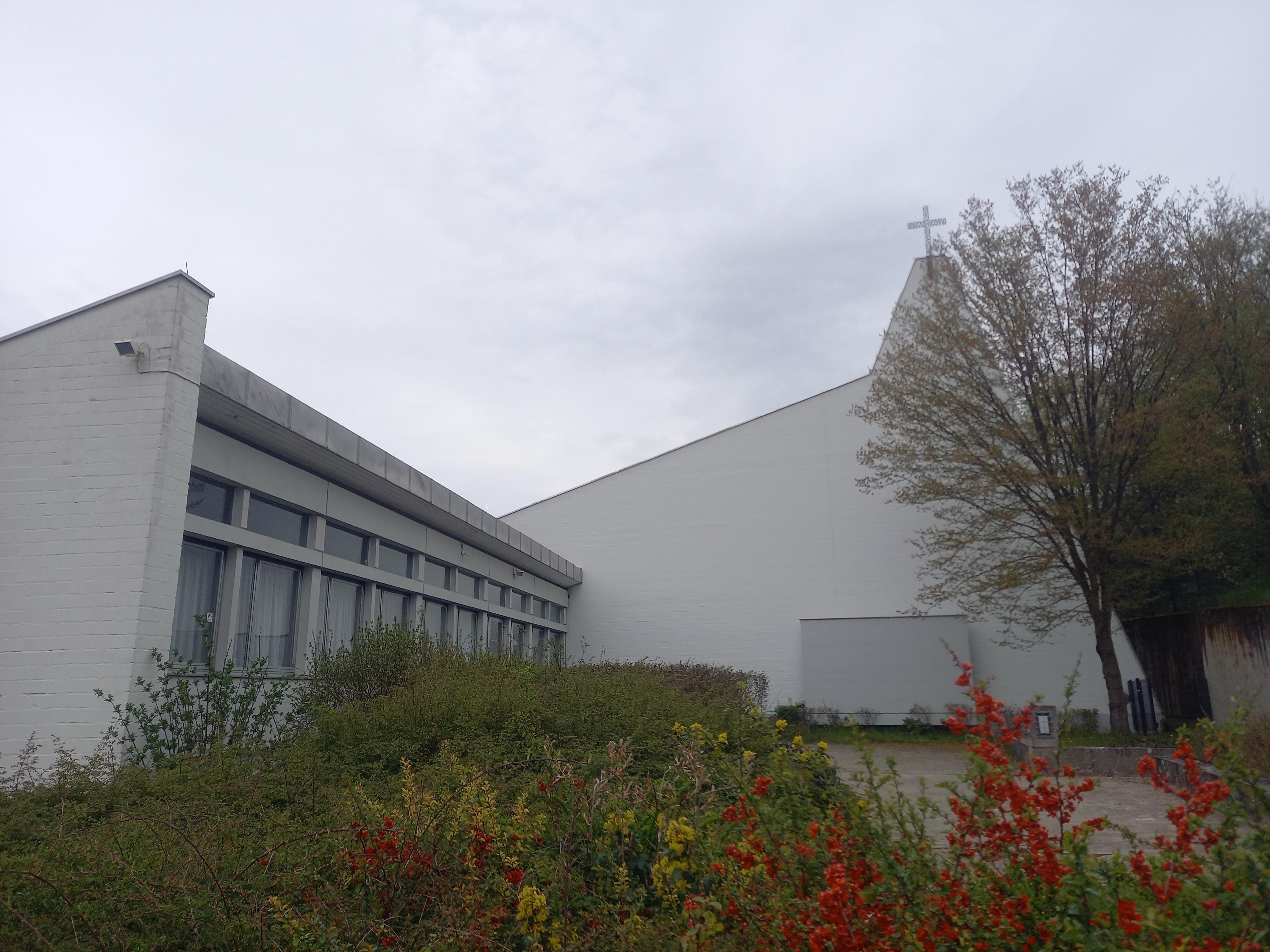
Eingang zur Kirche

St. Maria Königin ist eine römisch-katholische Filialkirche im unterfränkischen Markt Obernbreit. Die Kirche steht in der Sonnenstraße und ist Teil des Dekanats Kitzingen im Bistum Würzburg.

## Geschichte
Nachdem Obernbreit bereits im Jahr 1268 erstmals urkundlich genannt wurde, dauerte es bis ins 15. Jahrhundert, ehe sich eine eigene Pfarrei in dem Dorf etablierte. Seit dem Jahr 1477 war das Präsentationsrecht, also die Einsetzungsrechte der Pfarrer, an die Markgrafen von Ansbach gekommen. Unter Markgraf Georg wurde im Jahr 1528 die Reformation eingeführt. Noch heute ist Obernbreit überwiegend evangelisch-lutherisch geprägt.
Erst in der zweiten Hälfte des 20. Jahrhunderts lebten wieder genug Katholiken in Obernbreit, die eine eigene Gemeinde gründeten. Im Jahr 1966 richtete Bischof Josef Stangl eine Kirchenstiftung für den Bau eines eigenen Gotteshauses ein. 1970 hatte das bischöfliche Bauamt in Würzburg die Pläne für die Kirche fertiggestellt und man konnte den Bau beginnen. Am 19. Juli 1970 fand die Konsekration durch den Weihbischof Alfons Kempf statt. Im Jahr 1997 wurde der Bau erstmals renoviert.

## Architektur und Ausstattung
Die Obernbreiter Filialkirche präsentiert sich als schlichter Bau ohne Kirchturm. Im Inneren überwiegen Ausstattungselemente der Errichtungszeit. Der Volksaltar, der Ambo, die Tabernakelstele und die Sedilien sind aus Muschelkalk gearbeitet und gehen auf einen Entwurf des Würzburger Künstlers Helmut Weber zurück. Er schuf auch den Taufstein. Von Karl Clobes aus Tückelhausen stammt der gemalte Kreuzweg an der Altarwand. Die Muttergottes als Bronzerelief von 1970 ist von Ruth Schaumann aus München. Außerdem steht eine elektrische Orgel in der Kirche. 2021 wurde eine Glocke angeschafft.

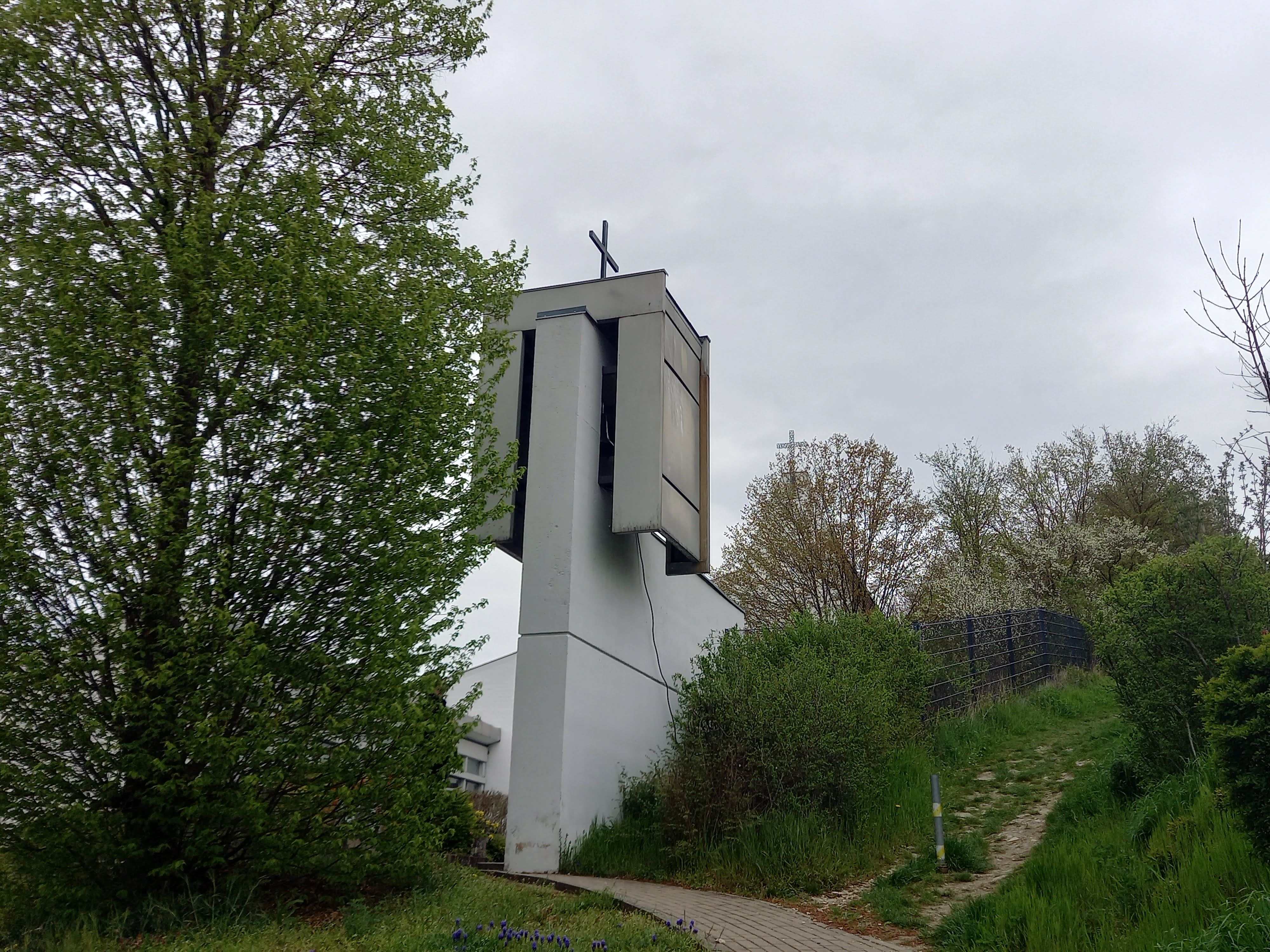